# 133 Cirene
133 Cirene é um asteroide grande e muito brilhante localizado no cinturão principal. Ele é classificado como um asteroide tipo S com base em seu espectro. Ele possui uma magnitude absoluta de 7,98 e tem um diâmetro de 66,57 quilômetros.

## Descoberta e nomeação
133 Cirene foi descoberto em 16 de agosto de 1873 pelo astrônomo James Craig Watson. Este asteroide foi nomeado em honra a Cirene, uma ninfa, filha do rei Hipseu e amada de Apolo na mitologia grega.

## Características orbitais
A órbita de 133 Cirene tem uma excentricidade de 0,1382072 e possui um semieixo maior de 3,0609508 UA. O seu periélio leva o mesmo a uma distância de 2,6379053 UA em relação ao Sol e seu afélio a 3,484 UA.